# Бурцево (Ступинский район)
Бурцево — деревня в Московской области России. Входит в городской округ Ступино.  

## География
Бурцево расположено в центре района, на безымянном ручье, левом притоке реки Матюковка (левый приток Каширки), высота центра деревни над уровнем моря — 172 м. У деревни проходит Староситненское шоссе, ближайшие населённые пункты: Матюково в 500 м на юг и Крапивня — около 1 км на север.
На 2016 год в Бурцево 1 улица — Полевая, деревня связана автобусным сообщением с райцентром и соседними населёнными пунктами.

## Население
| 2002 | 2006 | 2010 |
| ---- | ---- | ---- |
| 26   | ↘11  | ↗16  |

## История
С 1994 до 2006 гг. деревня входила в Дубневский сельский округ Ступинского района, с 2006 до 2017 гг. — в городское поселение Малино Ступинского района. 